# 加拿大皇家蒂勒尔博物馆

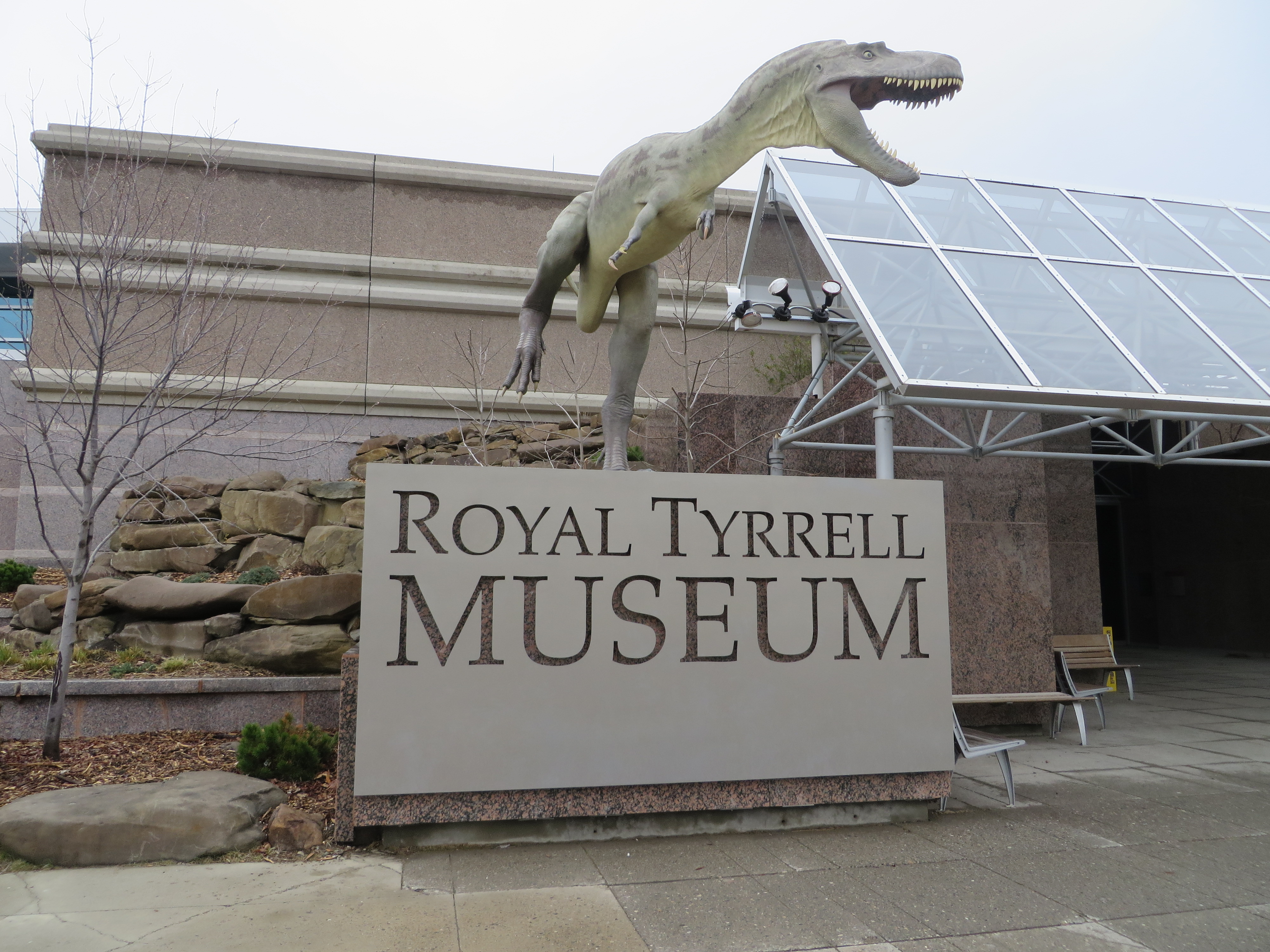
加拿大皇家蒂勒爾博物館

加拿大皇家蒂勒尔博物馆（英語：Royal Tyrrell Museum of Palaeontology），又稱加拿大恐龙博物馆，是位於加拿大亞伯達省德蘭赫勒的自然科學博物馆，皇家蒂勒爾博物館也是全球最大的古生物博物馆，收藏世界上最多的恐龙化石标本，每年来自世界各地的参观者約有40万人。目前，博物館由亞伯達省文化與旅遊局負責管理及營運，該館也是加拿大博物館協會（CMA）、加拿大遺產信息網（CHIN）和加拿大虛擬博物館的成員。
加拿大皇家蒂勒爾博物館成立于1985年，為纪念1884年发现艾伯塔龙骨的加拿大地质学家约瑟夫·蒂勒尔，而將博物館命名為蒂勒爾博物館。

## 簡介

### 命名

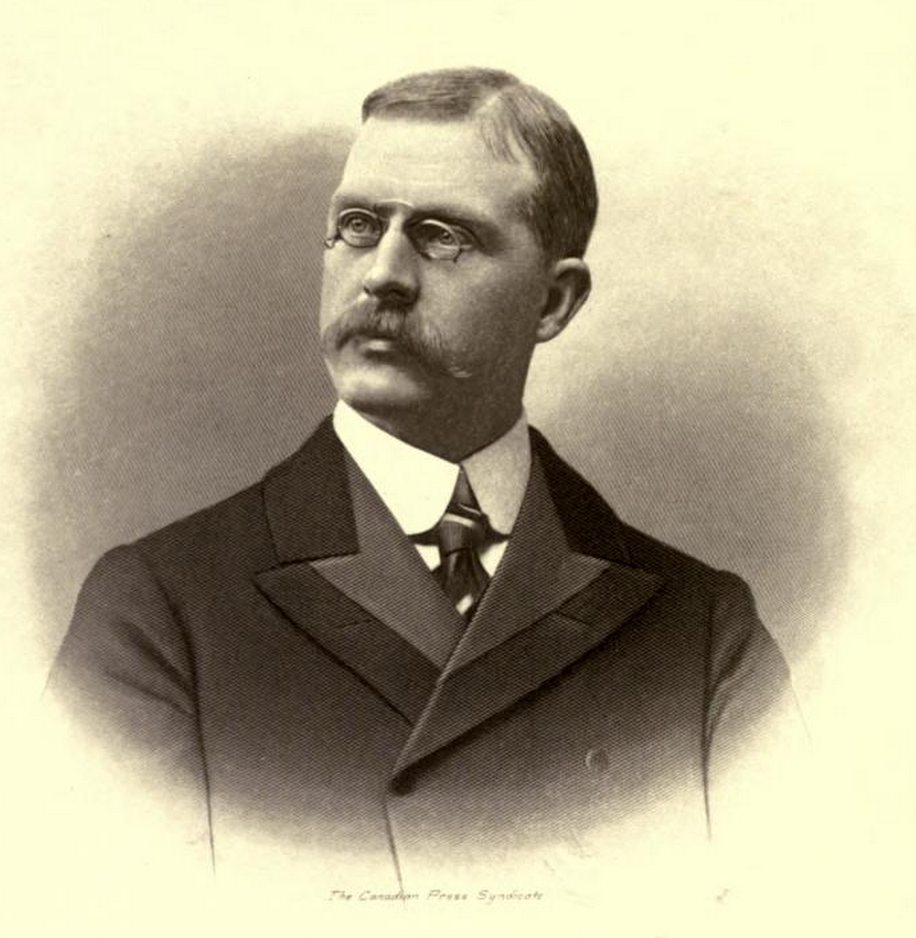
加拿大地質學家約瑟夫·蒂勒爾

加拿大皇家蒂勒爾博物館是為紀念加拿大地質學家約瑟夫·蒂勒爾而命名，他於1884年在紅鹿河谷中尋找煤炭層時，偶然發現了一具7,000萬年前的恐龍化石，該化石後來於1905年被命名為艾伯塔龍。
為彰顯博物館的重要性，加拿大女王伊莉莎白二世於1990年賜予博物館「皇家」的地位及稱號。

### 歷史
1970年代後期，德蘭赫勒鎮長為促進當地的經濟，決定在米德蘭省立公園建立一座古生物學研究機構，該計畫於1980年7月1日公佈後施工，竣工後於1985年9月25日由時任亞伯達省督彼得·洛希德主持開幕典禮後正式開放。開放首年也吸引了約50萬人參觀。

## 展覽

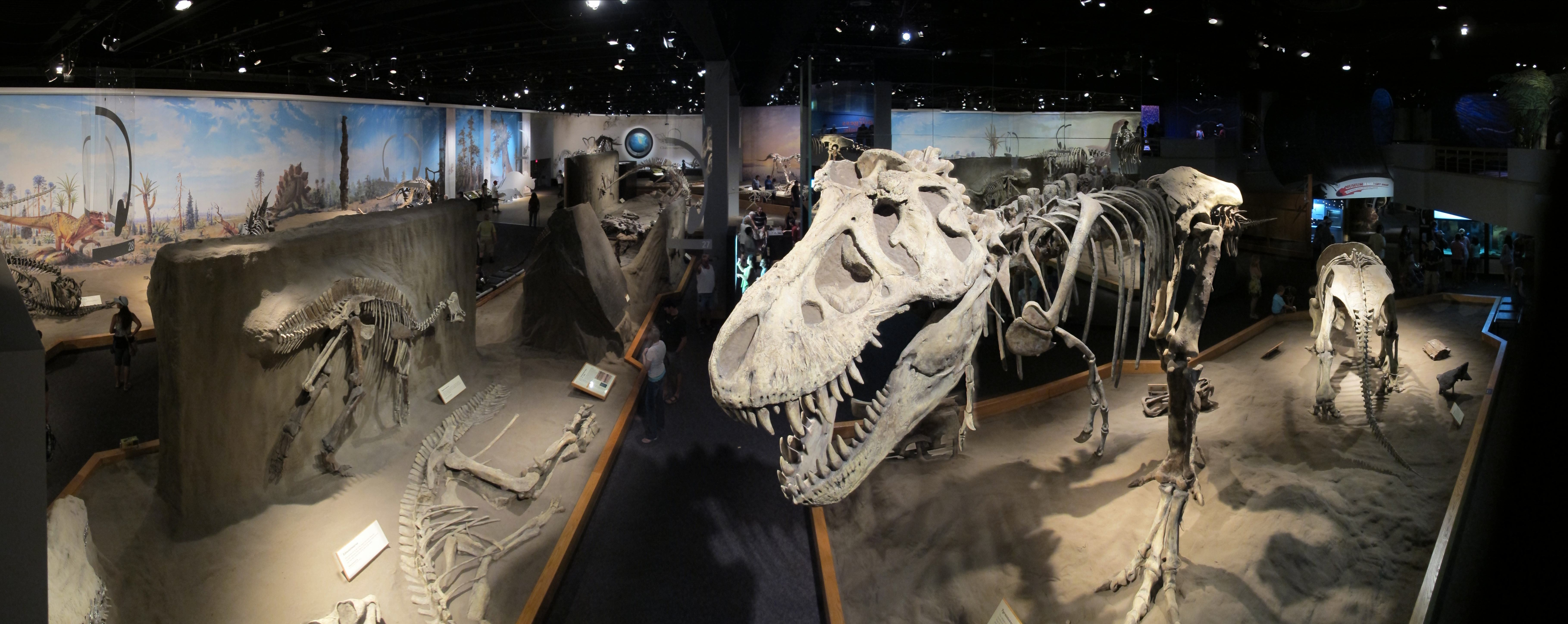
展示暴龍、艾伯塔龍、劍龍和三角龍等化石的恐龍館

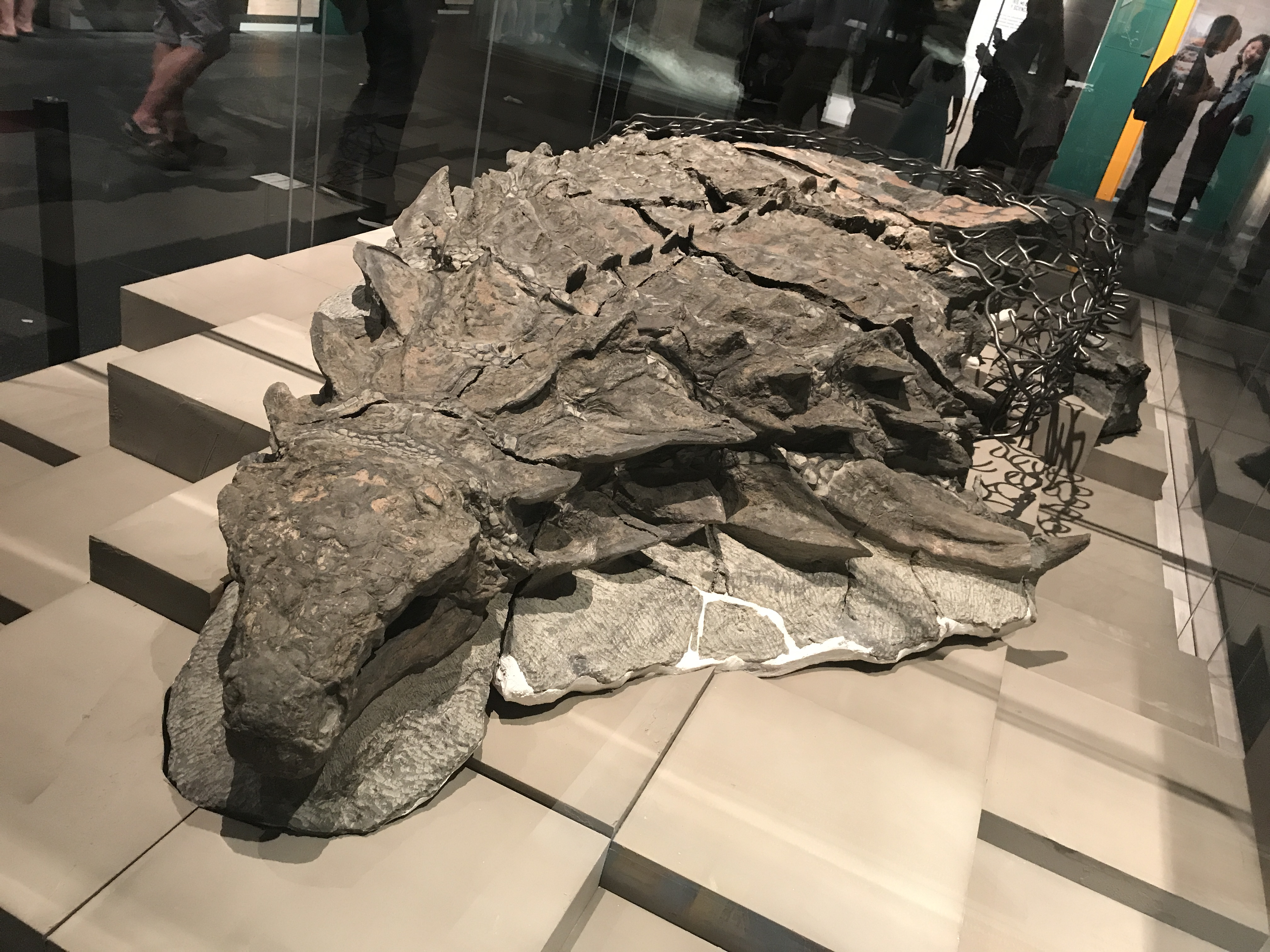
2017年展出的甲龍化石－北方盾龍

在總面積約為11,200平方公尺的博物館，有超過4,400平方公尺為展覽場，展示一系列按時間順序排序的生物展覽，以慶祝地球30多億年的生命歷史。
其中最著名的展覽為「恐龍館」及該館內的40多具恐龍化石，包含暴龍、艾伯塔龍、劍龍和三角龍等化石，所以皇家蒂勒爾博物館也因此被稱為加拿大恐龍博物館。化石主要來自亞伯達省的荒地或附近的省立恐龍公園。該館也展示一些非恐龍的化石，如3.75億前的泥盆紀珊瑚礁、使用西洋鏡呈現的冰河時期猿人及動物等。該館還展示目前已知世界上最大海洋爬行動物魚龍，該魚龍身長約23公尺，由加拿大生物學家伊麗莎白·尼科爾斯於1992年在不列顛哥倫比亞省東北部的Sikanni Chief河岸邊發現。2017年5月，博物館展出一具保存完好的甲龍化石。
博物館也設有導覽員介紹館內展品，其中的「科學館」可讓參觀人員模擬挖掘化石、化石鑄造等實作活動，該館也定期舉辦夏令營。

## 圖庫

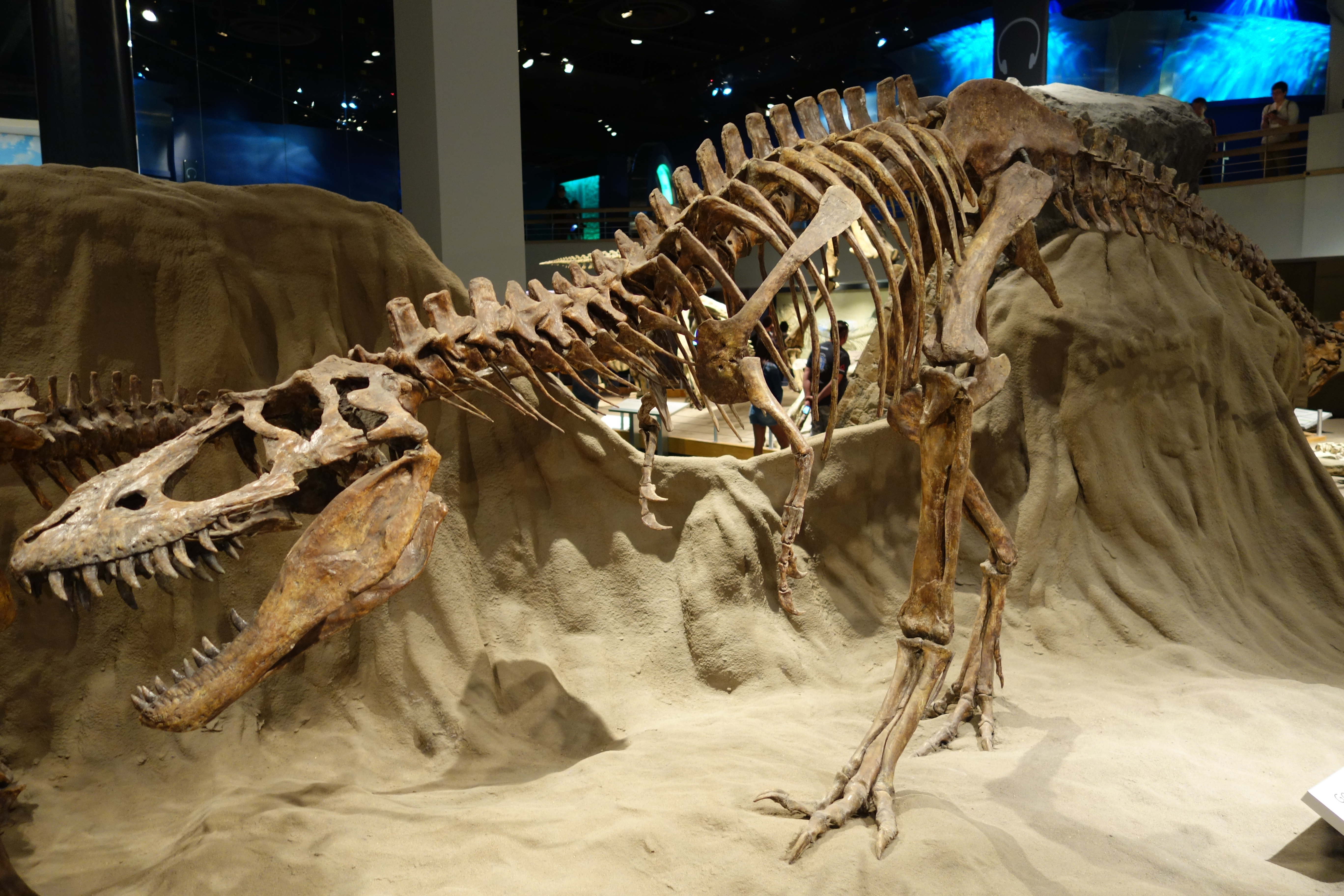
艾伯塔龍化石
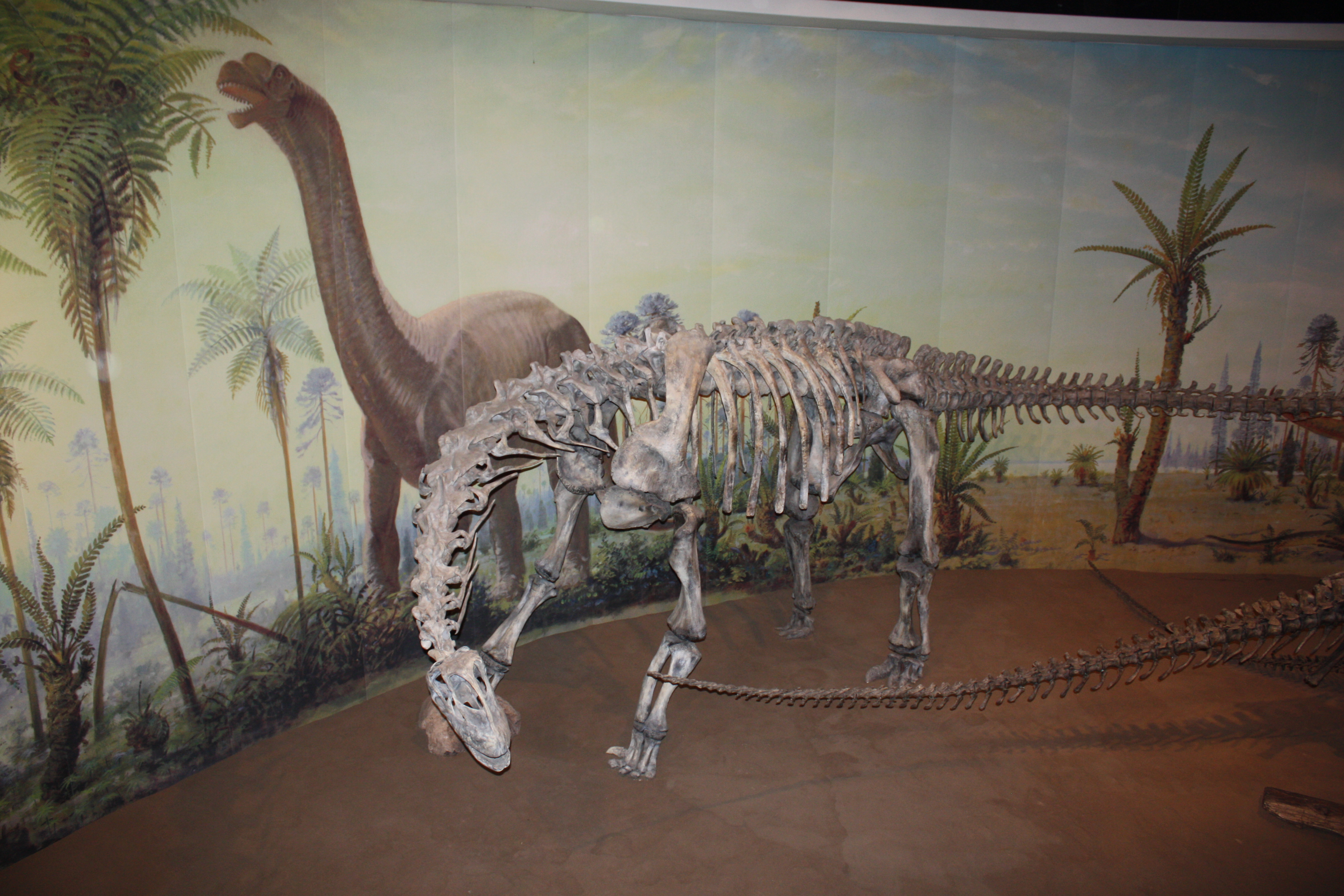
圓頂龍化石
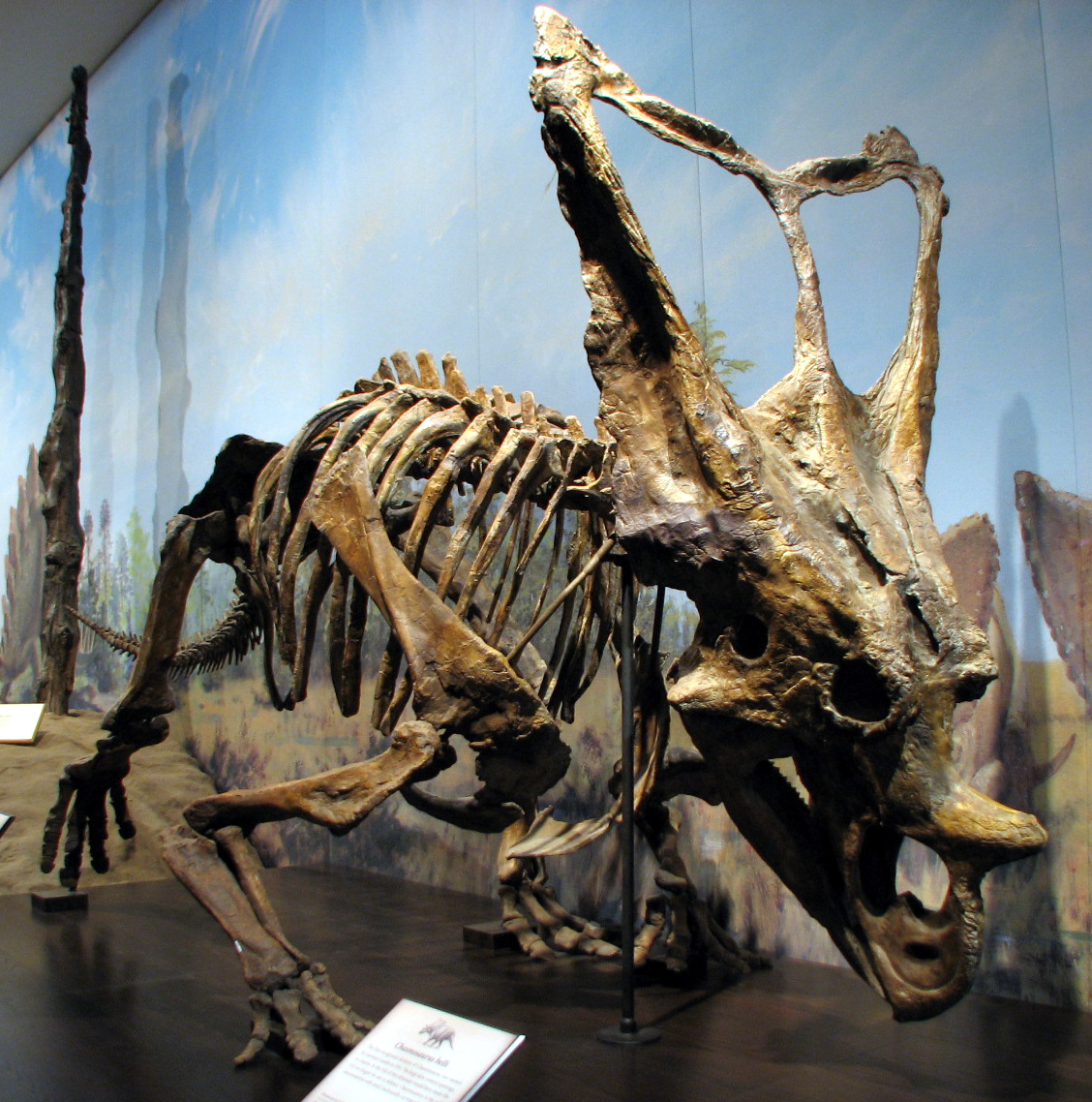
於省立恐龍公園發現的開角龍化石
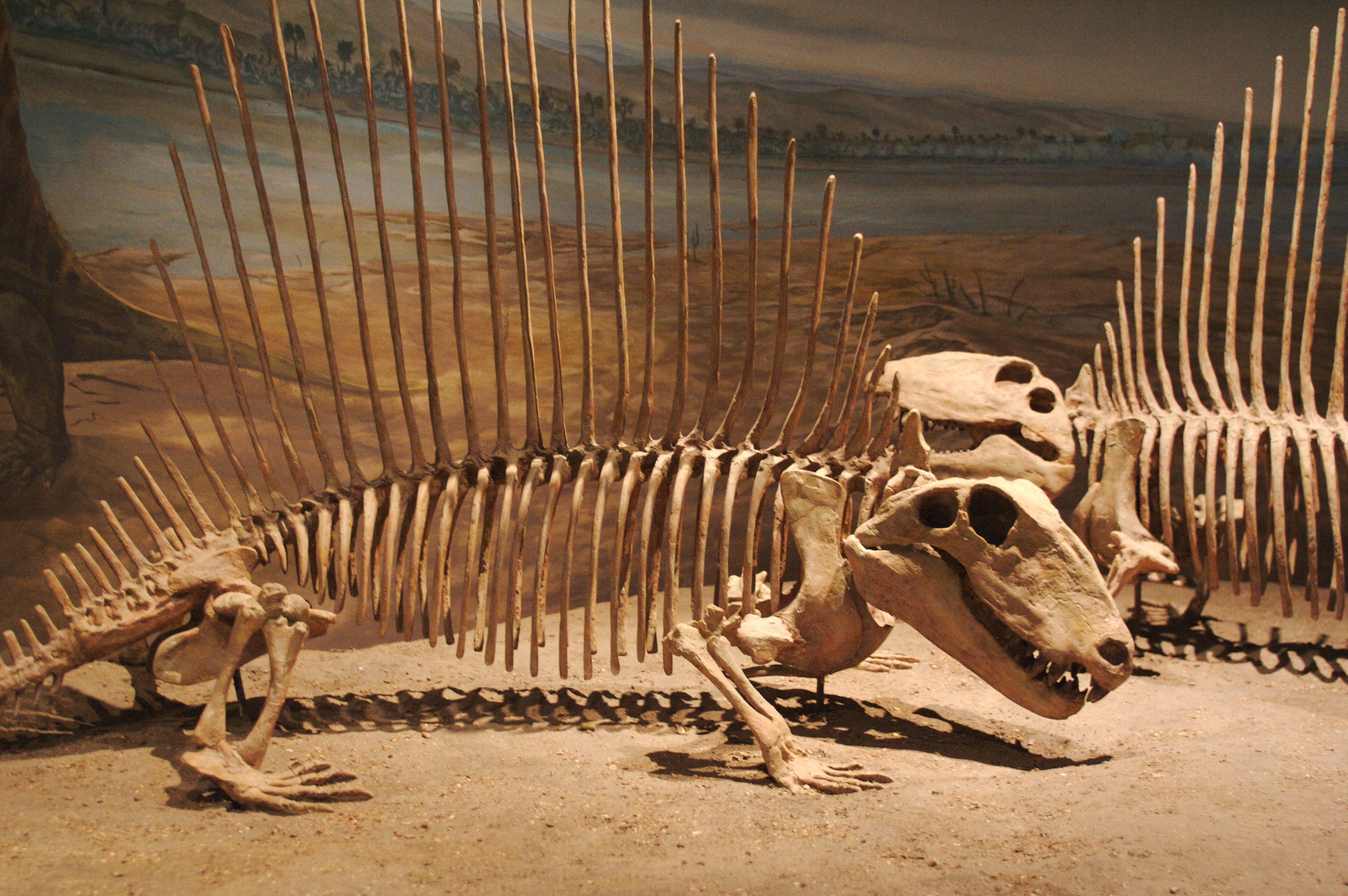
異齒龍化石
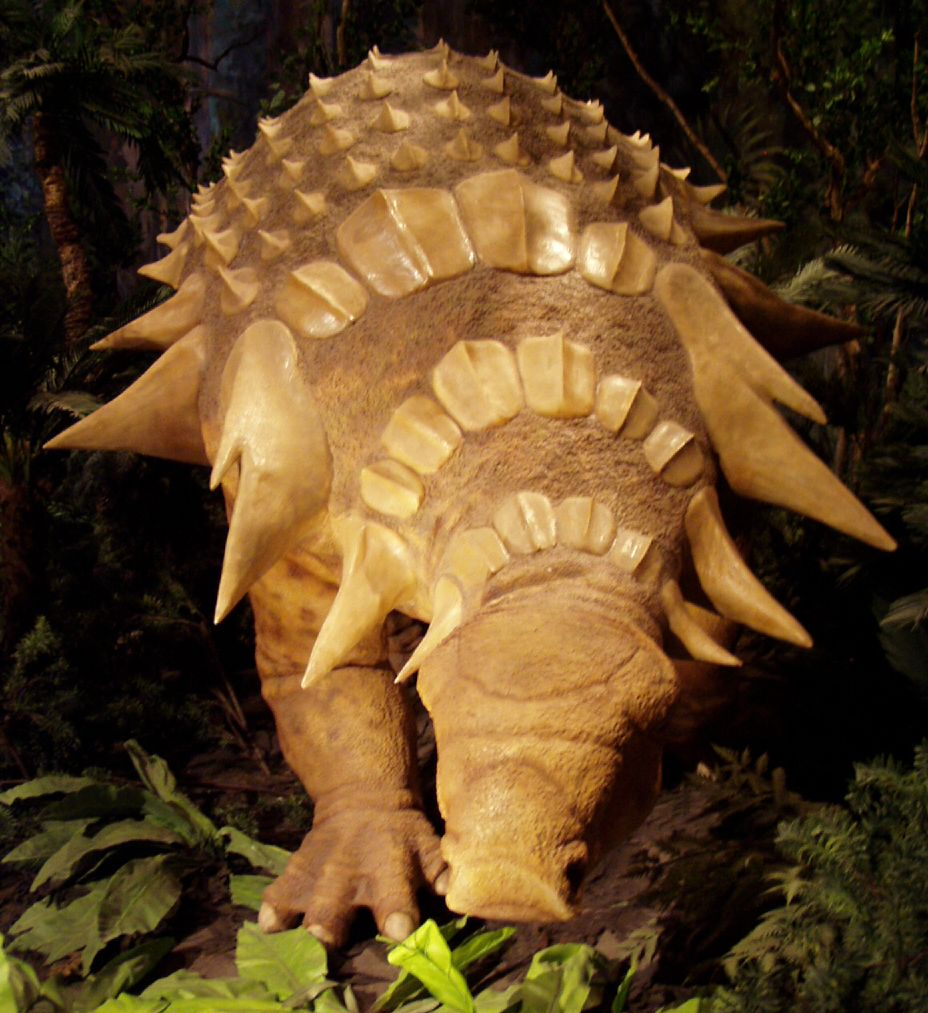
埃德蒙頓甲龍模擬模型
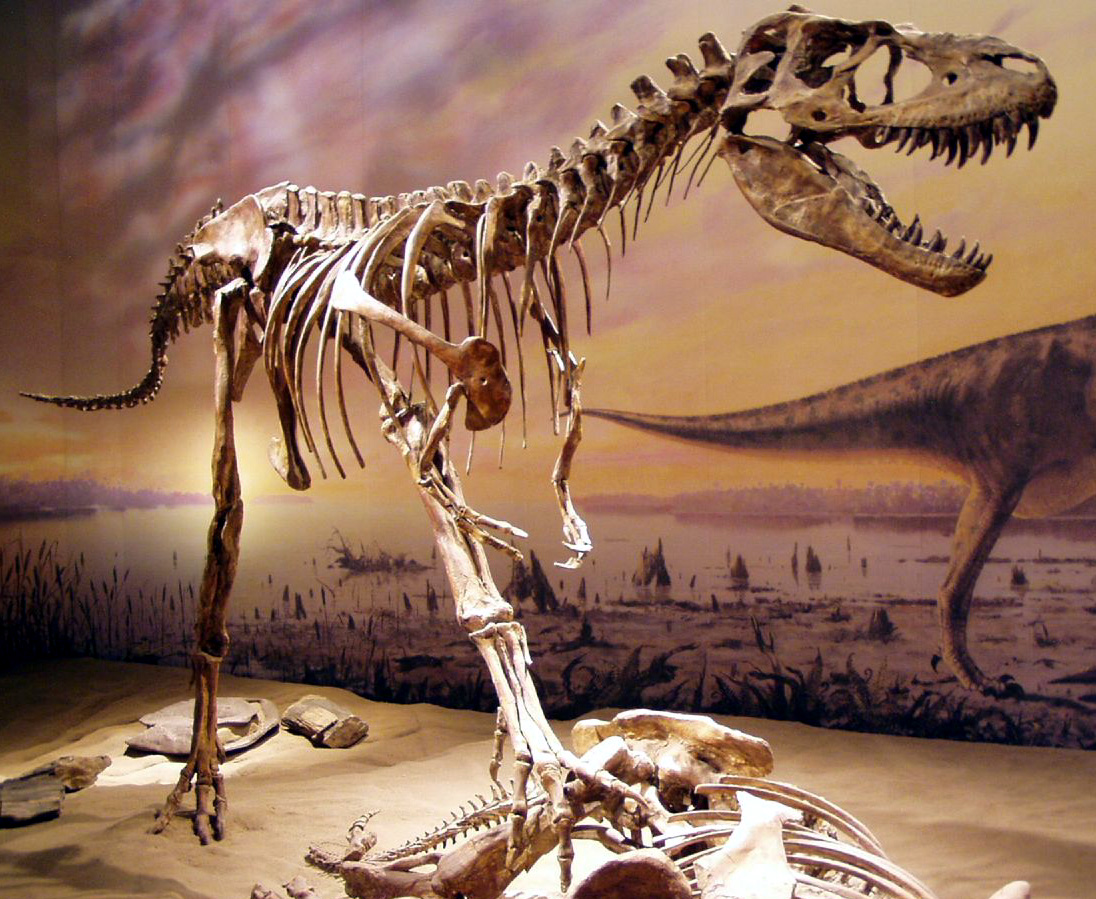
蛇髮女怪龍化石
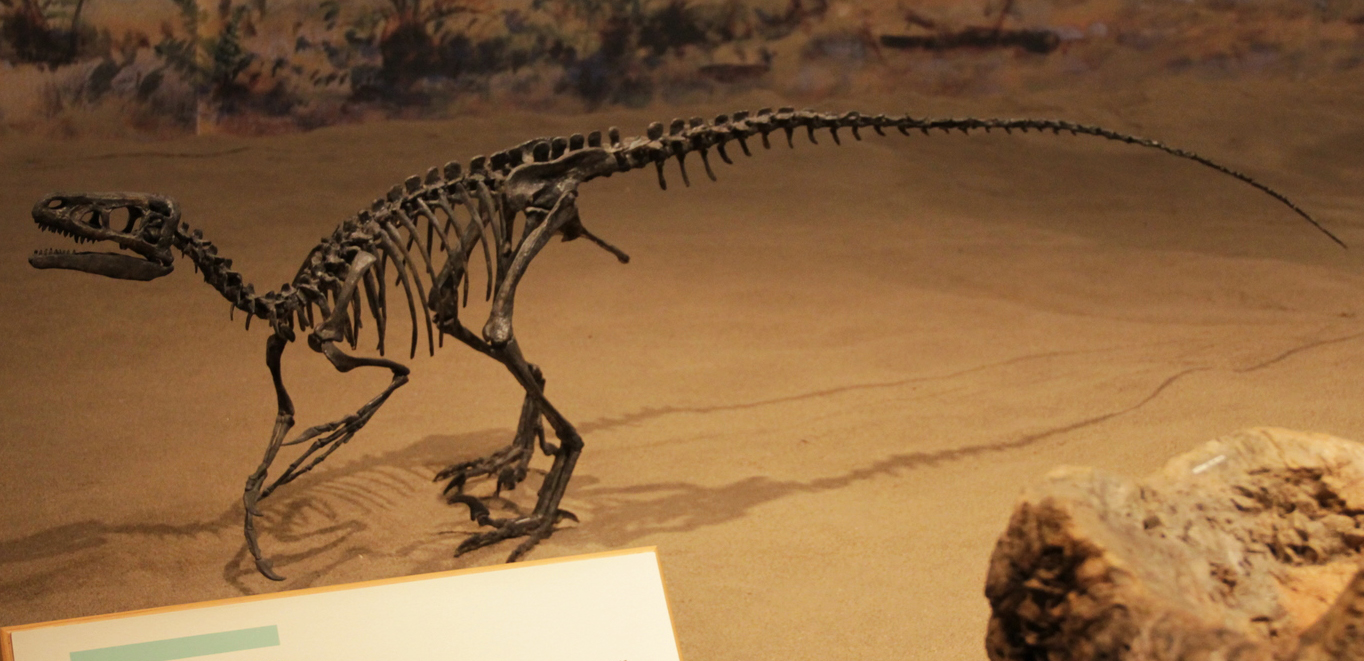
嗜鳥龍化石
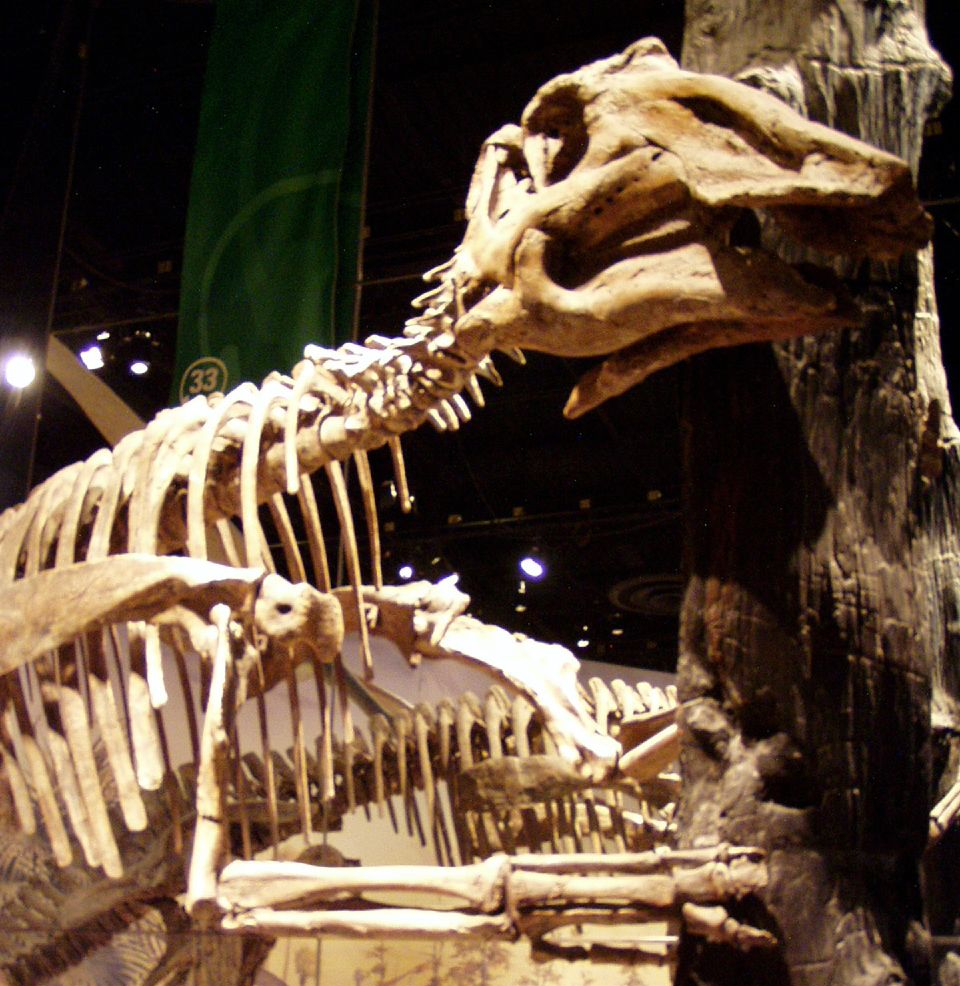
原櫛龍化石
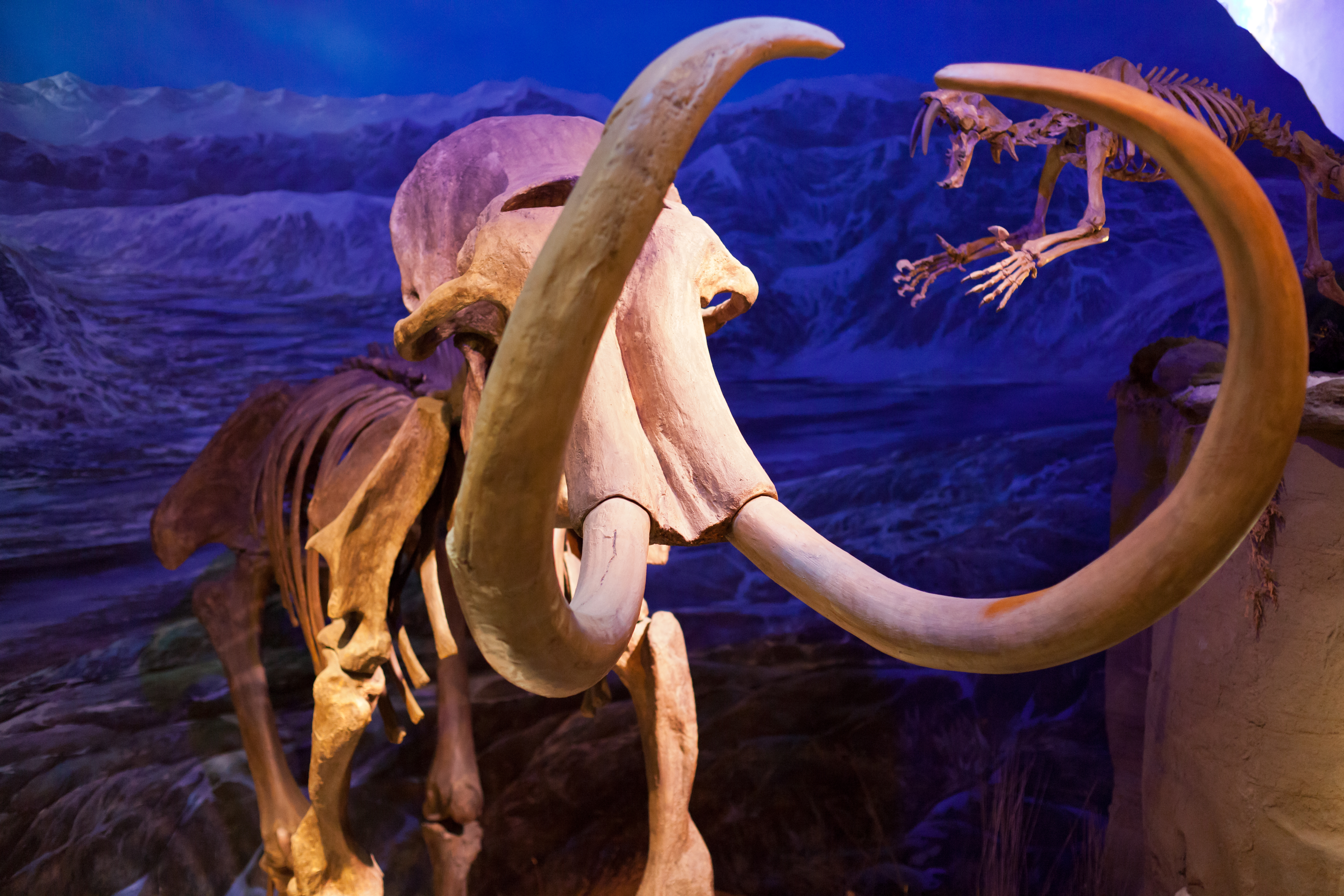
冰河時期的猛獁象（長毛象）化石
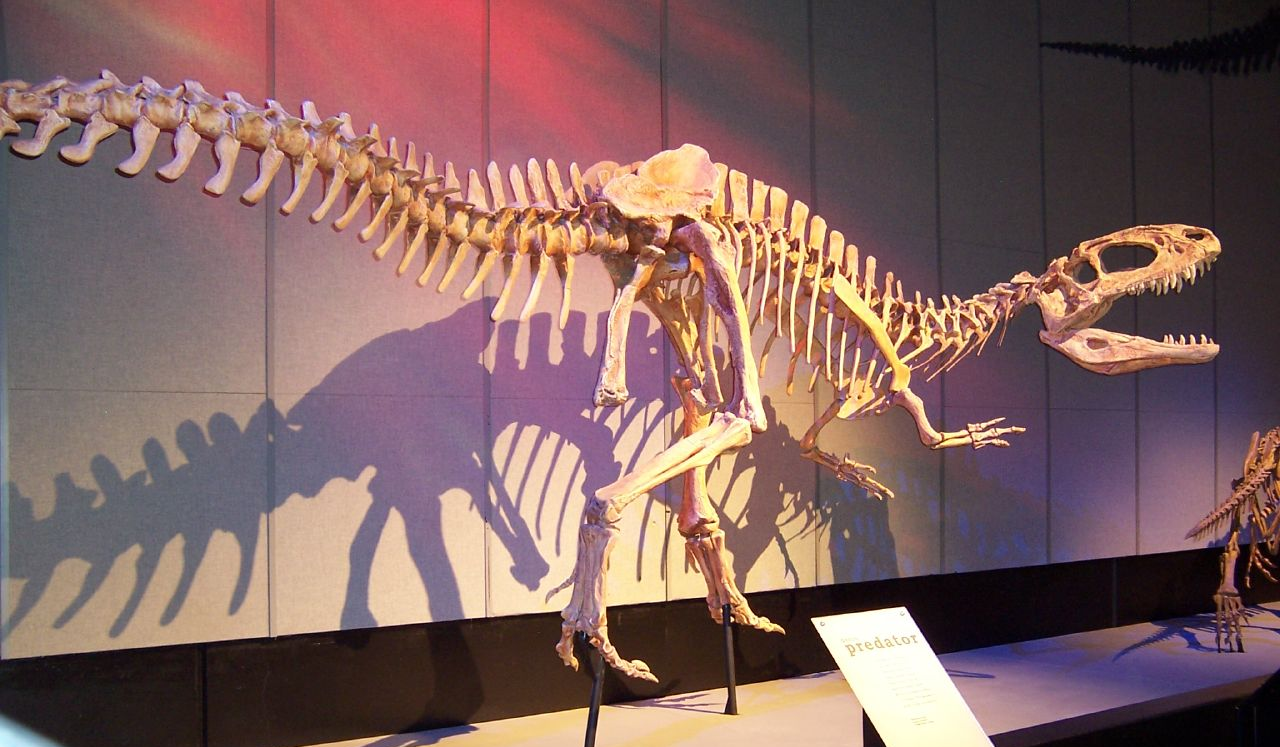
董氏中華盜龍化石
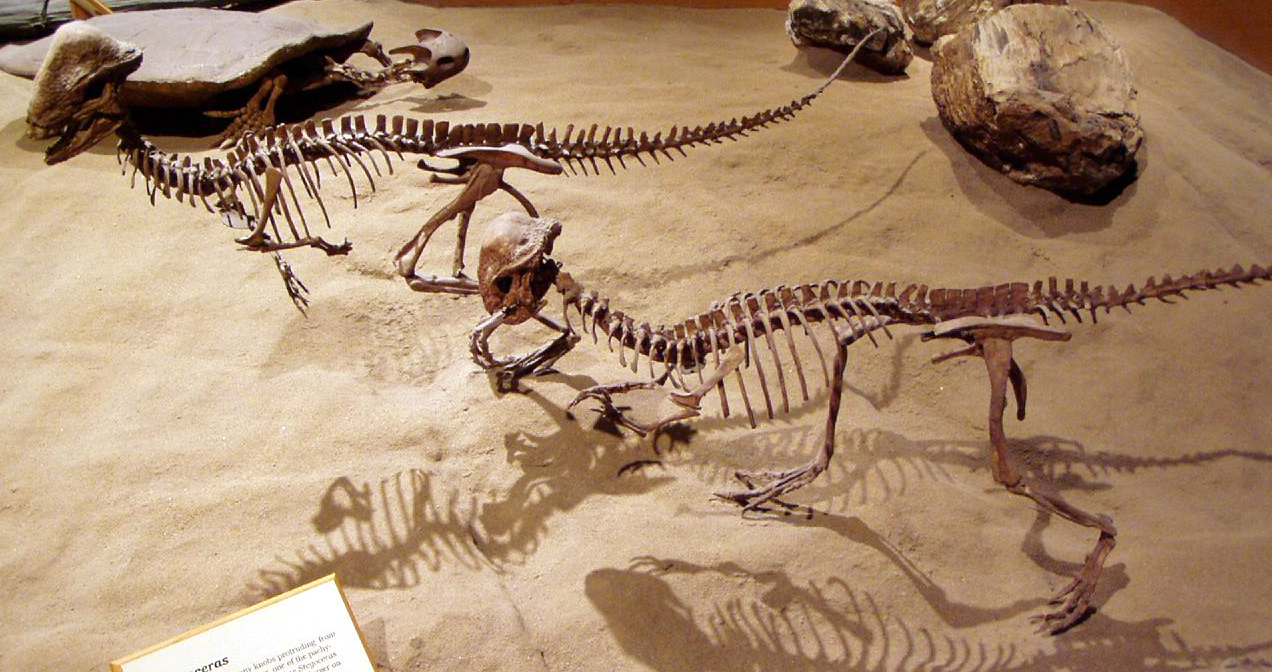
兩具劍角龍化石
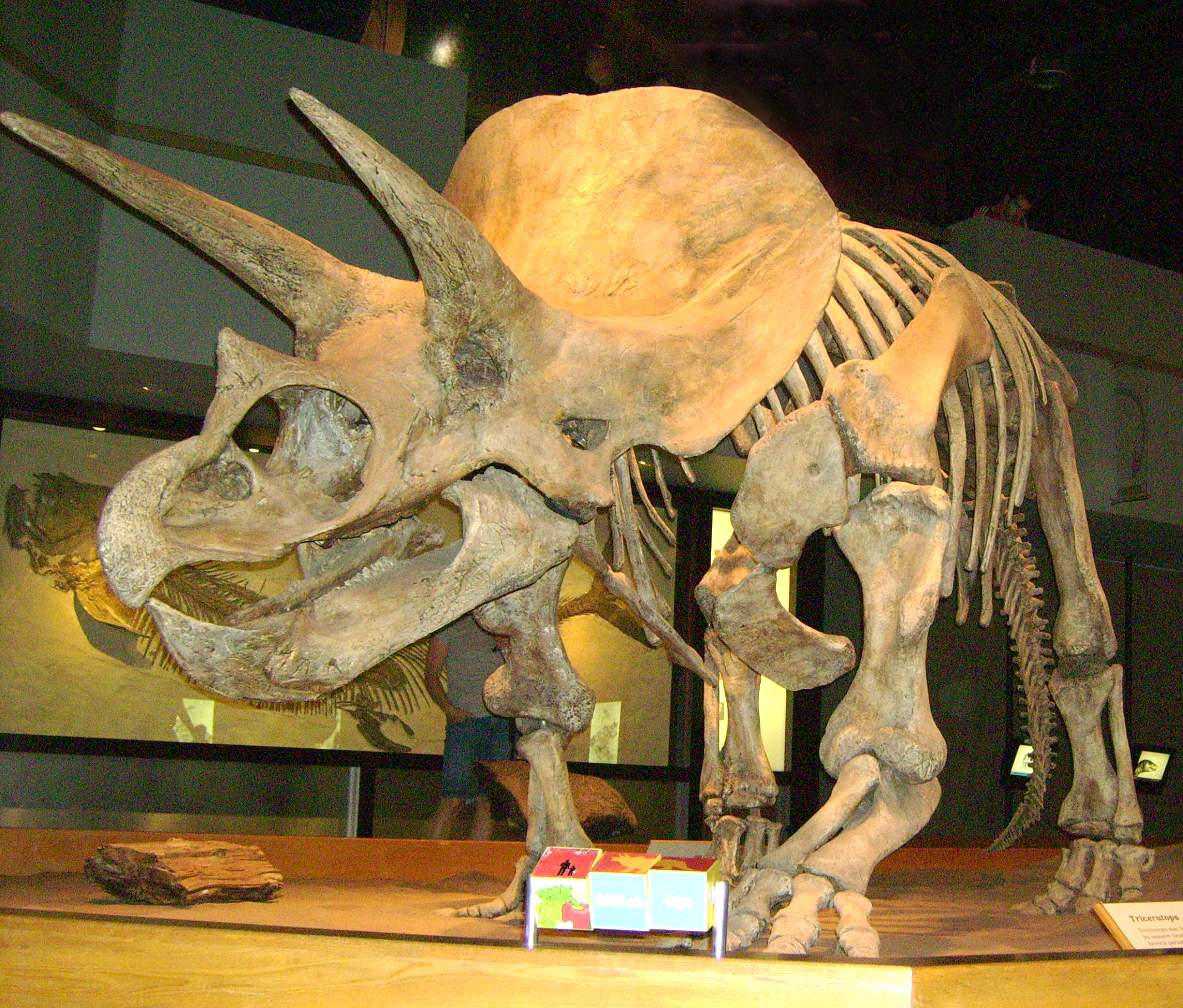
三角龍化石
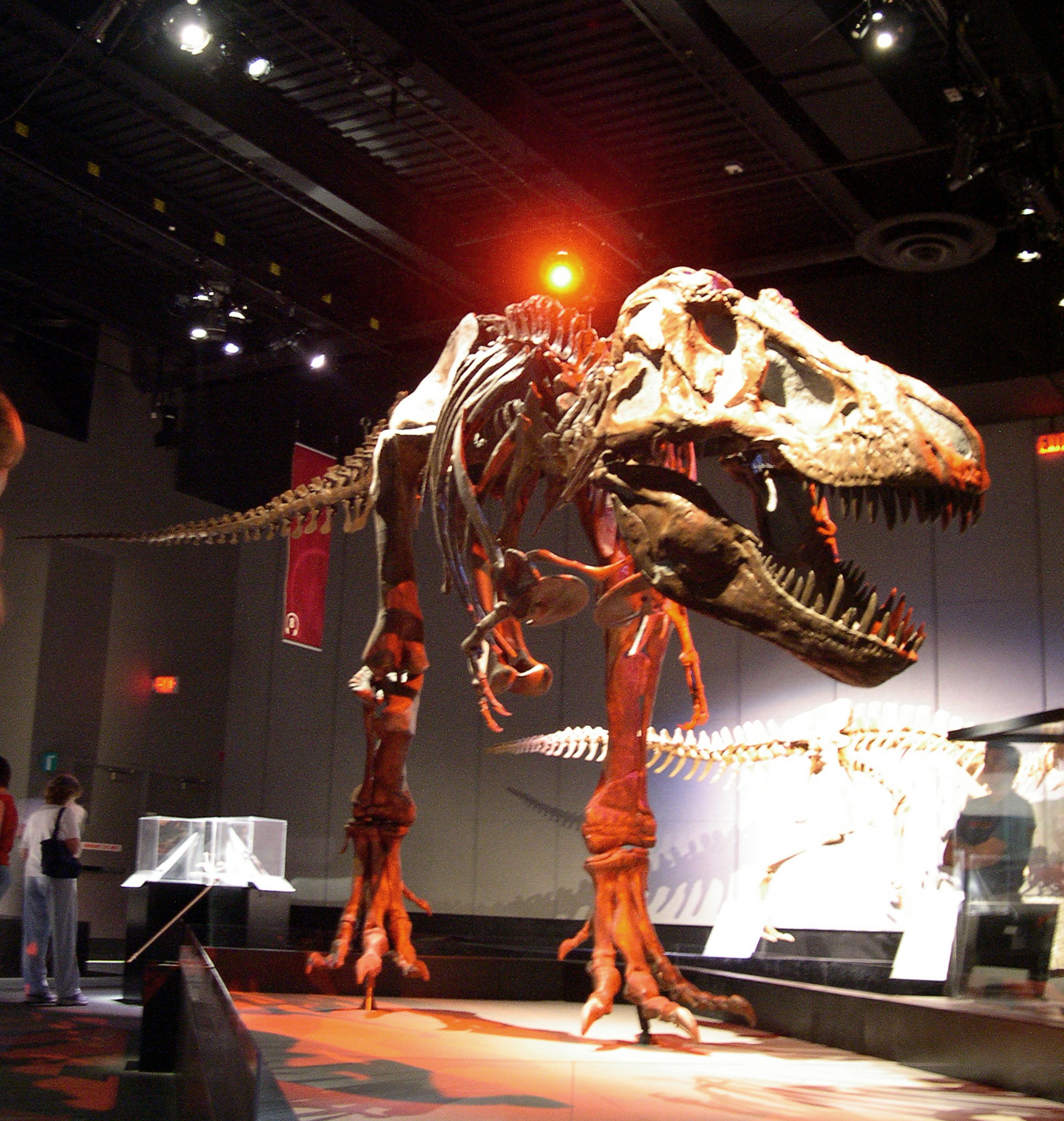
暴龍化石
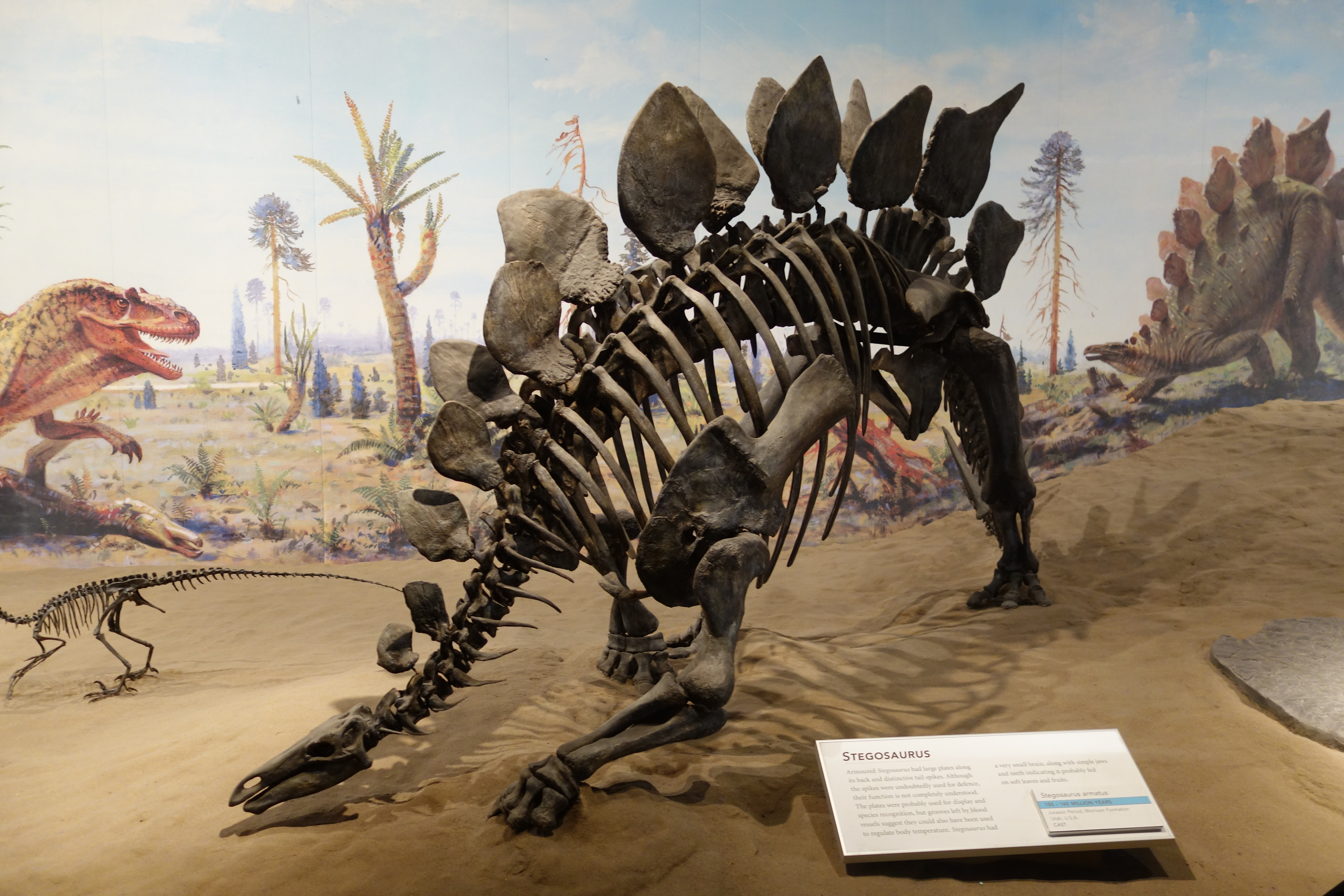
劍龍化石